# Зюбина, Римма Анатольевна
Римма Анатольевна Зюбина (укр. Римма Анатоліївна Зюбіна; род. 23 августа 1971, Ужгород) — украинская актриса театра и кино, телеведущая, общественный деятель. Лауреат многочисленных театральных премий, в том числе двукратный обладатель премии «Киевская пектораль», а также нескольких международных наград.

## Биография
Римма Зюбина родилась в Ужгороде на Закарпатье. С трех до семи лет прожила в Венгрии из-за того, что отец был военным. Именно в Венгрии, увидев спектакль «Золушка», где главную роль исполняла её сестра, родилась детская мечта стать актрисой. С детства занималась балетом, училась в музыкальной школе, а также принимала участие в детском театре «Ровесник», театре-студии при Закарпатском драмтеатре, там же с 17-ти лет играла в спектаклях в массовых сценах. С красным дипломом закончила Ужгородское культурно-просветительское училище, после чего была приглашена в несколько театров на работу, однако она выбирает Киевский национальный университет культуры и искусств. После года обучения возвращается в Ужгород и устраивается на работу в местный драмтеатр.

## Карьера
Через некоторое время вновь переезжает в Киев, где работает сразу в нескольких театрах: в профессиональном Театре-Студии Камерной пьесы (1992), в ТЮЗе (1992—1994), в Театре драмы и комедии на левом берегу Днепра (1993) , в театре «Золотые ворота» (1992—2005) и в театре «Созвездие» (1995).
В 1992 году состоялся кинодебют в художественном фильме «О безумной любви, снайпере и космонавте». С 1992 года ведущая программы «Эники-Беники» и с 1994 «Лего-экспересс» детской редакции Первого Национального канала Украины.
В 1994 году заканчивает Киевский институт культуры им. Корнейчука (сейчас это Киевский национальный университет культуры и искусств), тогда же начинает работать в театре «Браво». С 1997 по 2019 — актриса Киевского академического Молодого театра. 2018 — играет в спектакле Луганского украинского музыкально-драматического театра в Северодонецке. 2019 — играет в театр «Воскресіння» Львов. 2022 — актриса украинского театра им. В. Василька в Одессе. 2023 — приглашена в спектакль Национального украинского  драматического театра им. М. Заньковецкой во Львов.
За  годы работы в театре актриса неоднократно выступала со спектаклями на международных театральных фестивалях.
Стала учредителем фестиваля детского кино «ФільмФестБук» в лагере Артек-Буковель в 2016 и 2017 годах.
В 2016 году снялась в фильме «Гнездо горлицы». Картина стала триумфатором премии «Золота дзига», где получила шесть статуэток, в том числе Римма Зюбина была удостоена звания «Лучшая актриса». 
В 2017 году вошла в список самых влиятельных женщин Украины.

## Личная жизнь
Состоит в браке с украинским театральным режиссёром Станиславом Моисеевым, в 1998 году у них родился сын Даниил.

## Работы в театре
- «Хочу сниматься в кино» Нил Саймон, реж. С. Моисеев — Либби Таккер
- «Федра» Ж. Расин, реж. С. Мойсеев — Арисия
- «Волшебные черевички» Геннадий Мамлин, реж. О.Балабан — Бетси
- «Охота на носорога» Николай Гумилёв, реж. О. Балабан — Елу
- «За кулисами холодно» Мишель Де Гельдерод, реж. О. Балабан — Регина-актриса
- «Ни с тобой, ни без тебя» Маргарет Дюрас, реж. С. Моисеев
- «Панночка»(по мотивам повести Н. В. Гоголя «Вий»), реж. С. Федотов — Панночка
- «Русалочка»(по мотивам сказки Х. К. Андерсена), реж. Е. Курман — Русалочка
- «Ложь» Владимир Винниченко, реж. О.Балабан — Наталя Павловна
- «Убийца»(по мотивам романа «Преступление и наказание» Ф. М. Достоевского), реж. В.Пацунов — Соня Мармеладова
- «Кроткая» Ф. М. Достоевский, реж. Ю. Галатюк — Лиза
- «Привидения» Генрих Ибсен, реж. С. Моисеев — Регина
- «Эвридика» Жан Ануй, реж. В. Пацунов — Эвридика
- «Круг» Сомерсет Моэм, реж. С. Моисеев — Элизабет
- «Немного солнца в холодной воде» Франсуаза Саган, реж. В. Петров — Присцила Честерфилд
- «Маринованный аристократ», Ирена Коваль, реж. С. Моисеев — жена
- «В моем конце — мое начало»(по мотивам пьесы «Мария Стюарт» Фридриха Шиллера), реж. С. Моисеев — Мария Стюарт
- «Янгольская комедия»(по мотивам пьесы «Фердинандо» А. Ручелло), реж. Л. Сомов — донна Джезуальдо
- «Трагедия Гамлета, принца Датского», Уильям Шекспир, реж. С. Моисеев — Офелия
- «Женщины и война», Джават Эль Эсседи, реж. Д. Эль Эсседі — Мариам
- «Гедда Габлер», Генрих ибсен, реж. С. Моисеев — Теа Эльфстед
- «Дон Жуан», Жан-Батист Мольер, реж. С. Моисеев — девушка, фантом
- «Снежная королева»(по мотивам сказки Х. К. Андерсена), реж. В. Судьин — Герда
- «Право на любовь», А. Н. Островский, реж. Ю. Маслак — Людмила
- «Любовные письма Сталину», Хуан Майорга, реж. С. Моисеев — дружина Михаила Булгакова
- «Торчалов», Никита Воронов, реж. В. Легин — Римма
- «Пока мама не пришла», Реми Де Вос, реж. Кристоф Фьотрье — Анна
- «Second love», Елена Исаева, реж О. Щурская — Надя
- «Это все она», Андрей Иванов, реж. В. Белозоренко — Мать
- «Четвертая сестра», Януш Гловацкий, реж. С. Моисеев — Таня
- «Дядя Ваня», Антон Чехов, реж. С. Моисеев — Соня
- «Резня» Ясмина Реза, реж. В. Белозоренко — Вероник
- «Это всё она» Андрей Иванов, реж. В. Белозоренко

 роль - Она.
- «Веселый Дух» реж. В. Московченко, роль - Мадам Аркати. Луганский областной музыкально-драматический театр г. Северодонецк
- «Август.Графство «Осейдж»», реж. А. Федоришина, Львовский Театр «Воскресіння»/«Воскресение», роль - Барбара.
- «Номера» О.Сенцов, реж. Т. Трунова, роль - Шестая.
- «Восток - Запад» театр Актёр, реж. В. Белозоренко, роли - бомж, прабабушка, дух бабули, мама
- «Новые шрамы» Дикий театр, реж. Н. Сиваненко
- «Бракованый Рай» С. Пономаренко, Театр «Особистости»/«Личности», реж. Н. Сиваненко роль - Зинаида Романовна.
- «Идеальный рецепт» С. Пономаренко, реж. М. Мага, роль - Тётя Зоя.

## Фильмография
- 1992 — «О безумной любви, снайпере и космонавте»
- 1993 — «Три идеальных супруга» — Клара
- 1995 — «Остров любви»
- 2000 — «Жизнь как цирк» — Анна Ивановна
- 2001 — «Лeди Бомж» — Ираида Горохова
- 2001 — «Леди Бос» (сериал) — Ираида Горохова
- 2003 — «Женская интуиция» — Лиля
- 2003 — «Дух земли» — Оксана Харченко
- 2003 — «Жилищно-эксплуатационная комедия» — Вера
- 2003 — «Леди Мэр» (сериал) — Ираида Горохова
- 2004 — «Убей меня! Ну, пожалуйста» — тамада
- 2004 — «За два километра от Нового года» — Нина
- 2005 — «Женская интуиция 2» — Лиля
- 2005 — «Присяжный поверенный» — Глафира
- 2005 — «Летучая мышь» — Матильда
- 2005 — «Возвращение Мухтара 2» (сериал) — ясновидящая
- 2006 — «Аврора» — Анастасия Савченко
- 2006 — «Городской романс» — Юлия
- 2006 — «Дьявол из Орли. Ангел из Орли» (сериал) — Фанни Дюбуа
- 2006 — «Приключения Верки Сердючки» — Валентина Васильевна, врач
- 2007 — «Внеземной» — судмедэксперт Мария Васильевна
- 2007 — «Чужие тайны» — Травиата Степановна Голубева («Травка»)
- 2007 — «Сокровище» — Даша
- 2007 — «Смерть шпионам!» (сериал) — Валентина
- 2008 — «Абонент временно недоступен» — Светлана Зуева
- 2008 — «Осенний вальс» — Оля
- 2008 — «Доярка из Хацапетовки 2: Вызов судьбе» (сериал) — Роза
- 2008 — «Хочу ребенка» — Тамара
- 2009 — «Дом для двоих» — Нина Семенова
- 2010 — «Акула» (сериал) — Лена
- 2011 — «Доярка из Хацапетовки 3» (сериал) — Роза
- 2011 — «Превратности любви» — Марина
- 2011 — «Заяц, жаренный по-берлински» (сериал) — Клавдия
- 2012 — «Лист ожидания» — Раиса
- 2012 — «Брат за брата 2» (сериал) — жена Суворова
- 2014 — «Позднее раскаяние» (сериал) — Лидия Прокаева
- 2014 — «Трубач» — Татьяна Ивановна
- 2014 — «Ограбление по-женски» (сериал) — Тома
- 2015 — «Чтобы увидеть радугу…» (мини-сериал) — Татьяна
- 2015 — «Поделись счастьем своим» — Екатерина Шатрова
- 2016 — «Гнездо горлицы» — Дарина Украина/Италия
- 2016 - «НацГвардия» Мама Дмитрия
- 2017 — «Линия света» — Вера
- 2017 — «Ćiara” «Предел» — Анна ДацейСловакия/Украина
- 2017 — «DZIDZIO Контрабас» — продавщица
- 2018 — «Копы на работе[укр.]»
- 2019 — «Тайны (телесериал)[укр.]» — София
- 2019 — «Давай танцуй![укр.]» — мать Никиты
- 2021 — «Виктор Робот[укр.]» — мама (озвучка)
- 2020 — «Выжить любой ценой» — Светлана
- 2021 — «Люся Интерн» — Люся Жук
- 2021 — «Моя любимая Страшко» — Вероника Веронская
- 2022 — «Слегка приоткрытая дверь»
- 2022 - «Мама» короткометражный фильм Мама
- 2023 - «Вкус Свободы»
- 2023 — «Редакция»

## Общественная позиция
Является Амбассадором Фонда помощи онкобольным детям «Краб». Также на волонтерских началах играет спектакли в составе труппы Луганском музыкально-драматическом театре, который временно переехал в Северодонецк.
Актриса неоднократно отказывалась от звания «Заслуженного артиста Украины», так как, по её мнению, это пережиток советского прошлого, также артистка активно поддерживает реформацию нынешней театральной системы в стране.
В марте 2014, после аннексии Крыма Римма Зюбина стала первой украинской актрисой, которая официально заявила об отказе сниматься в проектах производства России.
Активно боролась за освобождение украинского кинорежиссёра Олега Сенцова из российской тюрьмы. Организовала Акцию «Сажайте деревья, а не людей», которую поддержали во многих странах мира. 
Постоянная участница акций поддержки украинских политзаключённых, которые незаконно осуждены и удерживаются в тюрьмах России.

## Признание

### Государственные награды
- Орден княгини Ольги III степени (2020)[8]

### Награды
- 1992 — Международный фестиваль театров для детей и юношей
  - Лучшая женская роль («Волшебные черевички»)
- 1994 — Фестиваль киевских профессиональных театров-студий
  - Лучшая женская роль («За кулисами холодно»)
- 2003 — «Киевская пектораль»
  - Лучшая женская роль («Дядя Ваня»)
- 2008 — «Киевская пектораль»
  - Лучшая женская роль («Четвертая сестра»)
- 2008 — Международный фестиваль «Театр. Чехов. Ялта»
  - Лучшее женское исполнение в чеховской постановке («Дядя Ваня»)
- 2016 — Кинофестиваль «КіТи»
  - Лучшая женская роль («Эхо»)
- 2016 — Международный кинофестиваль Мангейм — Гейдельберг
  - Special Achievement Award («Гнездо горлицы»)
- 2017 — Государственная премия им. Леси Украинки («Трубач»)
- 2017 — «Золотая дзига»
  - Лучшая актриса («Гнездо горлицы»)
- 2017 — Международный кинофестиваль «Любовьэто безумие» Болгария г. Варна
  - Лучшая актриса («Гнездо горлицы»)

2022 - Only The Best Film Awards, Маями, США. 
Лучшая актриса.
Фильм "Валера"

### Номинации
- 2018 — «Золотая дзига»
  - Лучшая актриса второго плана («Предел»)